# Jennifer Kloetzel
Jennifer Kloetzel ist eine US-amerikanische Cellistin und Musikpädagogin.
Kloetzel wuchs in Baltimore auf und begann ihre Celloausbildung im Alter von sechs Jahren. Ihre Lehrer waren unter anderem Aldo Parisot, William Pleeth, Harvey Shapiro, Stephen Kates, Paula Skolnick sowie Mitglieder des Juilliard String Quartets, des Amadeus Quartets und des Cleveland Quartets. Sie ist Absolventin der Juilliard School, die sie mit dem Peter Mennin Prize auszeichnete und studierte als Fulbright-Stipendiatin in England. Nach einem Auftritt mit Andre Previn beim La Jolla Chamber Music Festival war sie in zwei Saisons unter den Rising Stars beim Caramoor Festival in New York.
Als Gründungsmitglied des Cypress String Quartet unternahm sie weltweit Konzertreisen mit Auftritten u. a. im Lincoln Center, dem Chatauqua Institute, dem Prager und dem Wiener Palais Lobkowitz, beim Ravinia Festival und an vielen namhaften Musikhochschulen und Konservatorien. Sie wirkte an zahlreichen Rundfunksendungen mit und spielte fast vierzig CD-Aufnahmen ein, darunter die Streichquartette von Ludwig van Beethoven und die Sexette von Johannes Brahms. Außerdem war sie Erste Cellistin der Concert Artists of Baltimore, der Baltimore Opera und des Juilliard Orchestra unter Kurt Masur.
Sie war Gast beim Santa Fe Chamber Music Festival, dem Sarasota Music Festival und dem Aspen Music Festivals, an der Britten-Pears School und an der Mozartakademie in Prag und arbeitete in der Saison 1995–1996 als Cellistin mit dem Cassatt Quartet. Von 2003 bis 2009 unterrichtete sie Cello und Kammermusik an der San José State University. Außerdem gab sie Meisterklassen anderen Universitäten der USA, an der Juilliard School und am San Francisco Conservatory. 2004 wurde sie mit dem Robert Sherman Award for Music Education and Community Outreach ausgezeichnet. Seit 2016 unterrichtet sie an der University of California, Santa Barbara.
Zu ihrem Repertoire zählen neben den Werken Beethovens, Brahms’, Dvořáks, Elgars, Glasunows, Faurés, Iberts, Haydns, Hindemiths, Lalos, Saint-Saëns’, Schostakowitschs, Stauss’, Waltons und anderer auch Werke zeitgenössischer Komponisten. Sie spielte 2017 die Uraufführung von Lee Actors Cellokonzert, nahm 2019 bei Albany Records Cellowerke von Richard Aldag auf und spielte in der Saison 2019–20 die Uraufführungen der für sie komponierten Cellosonaten Aldags und Elena Ruehrs und von Joel Friedmans Inferno: Double Concerto for Viola, Cello and Chamber Orchestra.

## Weblink
- Homepage Jennifer Kloetzels